# Adelheid von Lichtenberg II.
Adelheid von Lichtenberg II. OCist (* 14. Jahrhundert; † 16. April 1413) war eine deutsche Zisterzienserin und ab 1384 bis 1399 Äbtissin des Zisterzienser-Klosters Lichtenthal.

## Leben
Adelheid von Lichtenberg war nachweislich Äbtissin im Kloster Lichtenthal von 1384 bis 1399. Urkundlich trat sie bereits im Jahr 1345 auf, als sie gemeinsam mit ihrer Schwester Else [Elisabeth] von Lichtenberg als Konventualin in Lichtenthal erwähnt wird. Sie ist eine Tochter von Ludwig III. (Ludemann) von Lichtenberg und dessen Ehefrau Hildegard von Finstingen. Adelheid von Lichtenberg starb laut Totenbucheintrag am 16. April: „'O. 1413 Dna Adelheidis de Lichtenberg in Lucida Valle in die Palmarum sepulta“ ('O. 1413 Frau Adelheidis von Lichtenberg wurde am Palmsonntag in Lichtenthal beigesetzt). Im 2. Totenbuch findet sich noch die Ergänzung „abbatissa“ (Äbtissin).

## Ergänzendes
"Propst Dietho von St. German vor Speyer genehmigt und bestätigt [am 10. Dezember 1386] die mit Bewilligung der Äbtissin Adelheid von Lichtenberg von dem verstorbenen Priester und Benefiziaten Heinrich Starkernese im Spital zu Baden(-Baden) gemachte Stiftung einer Pfründe auf dem Altar der Zehntausend Märtyrer in der Kapelle zu Lichtenthal, die er unter anderem auch mit 4 Pfund Hellern, die der Ritter Otto von Selbach, und 3 Pfund Hellern, die Johann Röder und seine Ehefrau Gerhusa zu entrichten haben, dotiert hat, und investiert zugleich den Johann Molitor auf dieser Pfründe."